# حلف الأحابيش

حلف الأحابيش هو أول أحلاف مكة في الجاهلية قبل الإسلام، وانعقد في زمن عبد مناف بن قصي الجد الثالث للنبي محمد. وعقدت حلف الأحابيش عدد من قبائل مكة وما حولها والتي تحالفت ضد بني بكر بن عبد مناة من قبيلة كنانة،  وقد استمر هذا الحلف إلى ما بعد ظهور الإسلام.

## سبب عقد الحلف
انعقد حلف الأحابيش بعد إخراج قريش وكنانة وقضاعة لقبيلة خزاعة من مكة حين أسكن قصي قومه بني النضر بن كنانة مكة ومنع عنها بني بكر، فنقم بنو بكر عليه ذلك، فلما مات قصي ضَعُفت قريش وهان أمرها وكثرت اعتدءات بني بكر عليهم.
ثم نزل مكة رجل من بني الحارث بن عبد مناة بن كنانة، وهم إخوة بني بكر، فباع سلعة له ثم أوى إلى إحدى دور بني مخزوم من قريش فخرجت له امرأة منهم وقالت له: «هلا كنت أمرت بعض الحفدة؟ تركتنا بنو بكر نعاماً ذا مثل حماد أنا أن نترك في حرمنا».
فخرج الحارثي الكناني حتى أتى قومه فقال: «يا بني الحارث! ذلت قريش لبني بكر فإن كان عندكم نصر فنصر»، فقالوا: «ادعوا إخوانكم بني المصطلق والحيا» وهما قبيلتان من خزاعة فركبوا إليهم وجاؤوا بهم، فسمعت بهم بنو الهون بن خزيمة فركبت معهم، وذلك بعد خروج بني أسد بن خزيمة من تهامة إلى نجد فاجتمعوا بأسفل جبل حُبشِي وهو جبل بأسفل مكة وقيل بل تحالفوا عند وادي الأحبش أسفل مكة،  وقالوا: «إِنَّا لَيَدٌ عَلَى غَيْرِنَا ما رسى حَبَشٌ مَكَانَهُ».
ويروى أن عبد مناف بن قصي بعث في طلب الحلف لبني الحارث بن عبد مناة بن كنانة وزوج ابنته ريطة بنت عبد مناف من عامر بن عوف الحارثي الكناني، وقيل تزوجها معيط بن عامر بن عوف، وفي ذلك يقول حذافة بن غانم العدوي القرشي:
وفي عقد الحلف يقول غالب بن ييثع من بني الهون:

## قبائل حلف الأحابيش
عقد الحلف من القبائل:
- بنو النضر (قريش) بن كنانة بن خزيمة
- بنو الحارث بن عبد مناة بن كنانة بن خزيمة
- بنو الهون بن خزيمة
- بنو المصطلق والحيا من خزاعة
- بنو نفاثة بن عدي بن الدئل بن بكر بن عبد مناة بن كنانة بن خزيمة

وساداتهم الذين عقدوا الحلف هم:
- عبد مناف بن قصي بن كلاب القرشي الكناني
- مسك الذئب أبو معيط وهو عمرو السياح بن عامر بن عوف الحارثي الكناني [9]
- مالك بن عامر بن عوف الحارثي الكناني [3]
- تيم بن عامر بن عوف الحارثي الكناني [10]
- أبو ضرار بن مالك الهوني [11]
- شيطان بن عمرو بن كعب الأحمري الكناني [11]

وقبيلة هذيل كانت حليفة لحلف الاحابيش ولم تكن ضمن الحلف الداخلي ولكنها كانت لحليفة للحلف نفسه وشهدت معهم معظم مناسباتهم واحداثهم

## دورهم الحربي
حاربت قبائل الأحابيش ومعهم قريش في يوم ذات نكيف ضد بني بكر من قبيلة كنانة قرب يلملم فانتصروا على بني بكر. وشارك الأحابيش كذلك في حرب الفجار ضمن قومهم كنانة ضد قيس عيلان. ومن ساداتهم في الجاهلية المطلب بن عبد مناف من قريش وحطمط بن سعد أبو حارثة والحبيش بن عمرو من بني الحارث بن عبد مناة،  ومن ساداتهم في عصر النبي محمد ابن الدغنة من بني القارة من الهون بن خزيمة وهو الذي أجار أبا بكر الصديق بمكة ومنعه من الهجرة للحبشة،  وكذلك الحليس بن علقمة الكناني الذي خرج يفاوض النبي محمد قبل صلح الحديبية فلما رأى الهدي مع المسلمين رجع لقريش ولم يكلم النبي محمد فأخبرهم بما رأى، فقالوا له: «اجلس، فإنَّما أنت أعرابيٌّ لا علمَ لك»، فغضب منهم وقال: «يا معشر قريش، والله ما على هذا حالفناكم، ولا على هذا عاقدناكم، أيُصَدُّ عن بيت الله من جاء معظِّماً له؟ والذي نفس الحليس بيده، لَتَخلنَّ بين محمد وبين ما جاء له، أو لأنفرنَّ بالأحابيش نفرة رجلٍ واحد»، فقالوا له: «مه، كف عنا يا حليس حتى نأخذ لأنفسنا ما نرضى به».
كما شارك الأحابيش بعد الإسلام في غزوات أحد والخندق مع قريش ضد المسلمين، ومنهم عمرة الحارثية التي حملت لواء جيش مكة في غزوة أحد، وهي التي قصدها حسان بن ثابت في قوله:
ومن شعرهم ما قاله الأخزر بن لعط الديلي الكناني أحد شعرائهم قبل الإسلام بعد إغارتهم على قبيلة خزاعة حليفة النبي محمد وهو الأمر الذي سبب فتح مكة:

## حالتهم الاجتماعية
يختلف الأحابيش عن قريش في كونهم بدو أهل وبر يسكنون الصحراء خارج مدن الحجاز ، كان حلف الأحابيش بمثابة قوات بدوية رديفة للدفاع عن مدينة مكة وتجارة قريش.